# 垂花蛇根草
垂花蛇根草（学名：Ophiorrhiza nutans）为茜草科蛇根草属的植物。分布于锡金、尼泊尔、印度以及中国大陆的西藏、云南等地，生长于海拔1,000米至1,800米的地区，常生长在常绿阔叶林中、山谷密林下、林缘、灌草丛中及石灰岩山坡灌丛，目前尚未由人工引种栽培。